# アスガルド (オンラインゲーム)
アスガルド (Asgard) は韓国のゲーム会社NEXONが開発したオンラインゲーム。MMORPGに分類される、2D方式のRPG。
日本ではネクソンが日本語版を運営していた。アイテム課金制で、月額料金無料。
2015年6月24日10:00をもってサービスを終了した。
2021年9月時点、韓国では現在もサービス提供中。（日本からはID取得ができないためプレイ不可）

## アスガルドの特徴
可愛らしいキャラクターが特徴的な2D方式のアクションRPG。マウス連打・クリックではなくタイミング重視のアクション性が操作上の特徴。
他にも、
- 最大52人のパーティプレイ
- 守護動物と呼ばれるペット（搭乗・搭乗攻撃も可能）
- キャラクターレベルと分離したスキルレベル
- スキルの複合コンボ
- ヘル（特別なレベル）の存在
- アイテムのエンチャント
- ギルドシステム
- 攻城戦
- 結婚
- 師弟
- 善悪属性
- アイテム調合
- 初心者用チュートリアル
- バトルマッチ
- ハッピータイム
- ハンティングチャレンジ

などが実装されている。

## あらすじ
舞台は、光と闇から生まれたマイソシア大陸。ここでは、かつてメント文明という精神的エネルギーを利用しており、「魔法の文明」と呼ばれていたが、その力が膨大な事から、光と闇を制御する為に「善」と「悪」に変換して、文明を発展させていた。しかし、それによって人は神の摂理から離れ、遂に人間が制御出来ない存在を生み出したり、強大な魔物を呼び寄せたりした事から、人間は最高神によって、彼らの一部の記憶を封印し、創造的な力を剥奪、セオ神とミュレカン神を創り出し、光と闇の代わりに善と悪を支配させた。
記憶の封印によって、メント文明の記憶は失われ、人類の文化は停滞・衰退したが、僅かな記憶を頼りにメタリアル文明という新しい文明を築いていった。ところが、最近になって古代メンタルロニアの文字を研究していた神官が、メント文明時代の遺物を発見。そこには、「人間は神に近い存在であり、創造的な力を持ち得る。また、対立と融合による発展を極めた時、人間は完全なる生命体となる。」と書かれてあった。これを機に、大陸を支配するアスク帝国は、封印された人間本来の能力を取り戻す為に、大規模な計画を発起した。

## ゲームの目的
ゲームをする上での明確な目的は無いが、他のMMORPGと同様に、
- 「キャラクターレベルを上げる」「ヘルレベルを越え、魔法・スキルを習得する」
- 「スキルレベルを上げる」「守護動物・ペットを育てる」
- 「レアアイテムやお金（グロッド）を集める」「エンチャントによる自分だけのアイテム作成」
- 「モンスターと戦闘する」「他のプレーヤーと戦闘する」「攻城戦・サバイバル戦」
- 「ゲーム内での、チャット・掲示板・メールによるコミュニケーション」

などがある。
このゲームは完成しておらず、都市がまだ進化の過程を終えていないなど、未完成要素がある（2010年8月現在）。

## ゲーム情報

### 職業
| 職業選択前 | 一次職 | 二次職   |
| ---------- | ------ | -------- |
| 平民       | 戦士   | 騎士     |
| 平民       | 盗賊   |          |
| 平民       | 修道士 | 阿修羅   |
| 平民       | 聖職者 |          |
| 平民       | 魔術師 | 吟遊詩人 |
| 平民       | 預言者 |          |

※平民は、プレイ開始直後の職業につく前の状態である。
- 戦士

優れた攻撃力・守備力を持つ。戦闘の達人。
剣・斧スキルの他、自己ステータス向上スキルがある。唯一スペルをもたない職。
- 盗賊

戦闘はもちろん、高速移動・透明化・鑑定など戦闘以外でも活躍する。
短剣・鞭スキル、そして爆弾スキルなどPvPに有効なスキル・スペルももつ。
MPKやPVPで１番いたずらがしやすい職業。
- 修道士

強靭な肉体を持ち、戦士を剛とするなら柔といった存在。
蹴り・殴りスキル、遠距離攻撃、自己ステータス向上スキル・スペルなど豊富。
対人中毒者に人気のある職業。
- 聖職者

多彩な補助スペルを持ち、直接回復・蘇生が可能。
回復・蘇生・自他ステータス向上スペルをもつ。攻撃スキルも持っている。
ほかのMMOに比べて補助効果時間が短く、かけ直しによる多数のバフ管理を求められるので操作が忙しい。
補助時間と回復とスキル使用武器等をしっかり見ておかないと中途半端になりやすい。
前衛聖はかつては最高クラスの火力だった。高次の狩場ではクリとDEXとSTRなどの兼ね合いで後衛の役目になりやすい。
- 魔術師

強力な遠距離攻撃が可能な職。防御力は低く、近距離戦が苦手である。
強力な遠距離スペルを多数もち、そのほかに攻撃支援スペル・補助スキルがある。
ダークパワーホールとホーリーフォースビームという善悪のスペルがあるが、ホーリーフォースビームの性能が悪すぎて殆どの魔術師は悪魔となる。
地下マップの属性ダメージやダークパワーホールダメージの修正により最終マップでの火力はほぼ期待できないが、多彩な補助が充実していて殆どのレベリングにほぼ必須の職業である。
スキルレベルという概念が存在しないスペルを利用するので純粋にレベルと装備が強さになる。お金は全職業で最も稼げるが、装備も最もかかる職。
- 預言者

戦士のような剣による戦闘技術を持ち、尚且つ魔術師のような魔法技術を持つマルチタイプ。
魔法カードスペル、不死鳥やゴーレム等を呼び出す召喚術も扱うことができる。
剣カードスキル、突きや払い上げ、4面突き等といったフェンシングに近いスキルを使う。
ただし、あくまでこれは公式の見解である。
実際はINTまたはSTRに特化するのが主流。
魔法タイプ用の最高スペルがドロップせず、一部のクエストのランダムスクロールでないと習得できない公式が認めない不具合がある。
前衛タイプは様々な職の要素を兼ね備えてるが特徴がないのが特徴と言わんばかりの能力。戦士よりは装備面では最終的に楽になるが玄人向け。
- 騎士

戦士の上級職。LV80以上の戦士がクエストを経て転職可能になる。
攻撃だけでなく、守備にも特化した職業。特にPT戦でその真価を発揮する。
槍スキル、一部剣スキル、PTステータス向上スキル・スペルがある。
ただし、範囲が壊滅的にないので戦士の上級職でありながら、殲滅力は前衛最低ランクになっている。
- 阿修羅

修道士の上級職。LV80以上の修道士がクエストを経て転職可能になる。
攻撃に特化した職業。他の職業では防具を装備する左手にも武器を装備でき、二刀流が可能。
剣スキル、遠距離攻撃、自己ステータス向上スキル、スペルがある。
ただし、防御性能はLV104までは後衛全職に劣る。公式の説明では防御性能の酷さの説明が不足されている。
- 吟遊詩人

魔術師の上級職。LV80以上の魔術師がクエストを経て転職可能になる。
守護動物を孵化することができる。戦闘での状態異常、補助魔法の豊富さは他職の追随を許さない。
間接回復スペルのほか、多彩なステータス向上スキル・スペル、そして攻撃スキルももつ。
武器の持ち替えというシステムがアスガルドのドロップシステムに合っていないので狩場でよくドロップのせいで操作がとまる悪しき点がある。
盗賊と同じく多彩な補助でPVPやMPKに優れている職。

### レベルシステム
レベルには、
- キャラクターレベル（経験値制）
- 名声レベル（経験値制）
- スキルレベル（経験値制）
- 善悪レベル（経験値制）
- 信仰レベル（経験値制）

が存在する。
キャラクター死亡によるペナルティ（デスペナルティ※）により、一定のキャラクター経験値、名声経験値が減少する。名声・善悪経験値はレベルを超えて減少する。スキルレベルのみ影響を受けない。
※デスペナルティ（通称「デスペナ」）は、所持金の一部が床に落ち、装備の一部が強制解除され、場合によっては装備品が床に落ちることもある（アドバンスドフリークエスト褒章である、キャラ固有装備のテトラ服やテトラ武器を落とした場合は本人でも拾えなくなる）。

#### キャラクターレベル
- レベル1からレベル120まで上げることができる。
- 敵を倒したり、特定のクエストをこなすと経験値を獲得し、一定量でレベルアップする。
- 必要経験値は各職によって異なる。レベルが1上がる毎にステータスポイントを1獲得（100以降は2獲得）、加えてHP（体力）・MP（魔力）・SPの最大値が上がる（上昇値はステータスの影響を受ける）。
- アスガルド特有のレベルシステムに「ヘル」があり、Lv50・70・79・85・89～119の際、次のレベルに到達するまでの経験が通常レベルの数倍必要になる。
- このシステムには、PTでの協力や死亡しないよう努力するプレイを心がけるなどの目的がある。

#### 名声レベル
- 初期状態はレベル0。最大レベル120まで上げることができる。
- 特定のクエストの達成やモンスターを倒すことで名声経験値を獲得することができる。
- 職業ごとに決められた名声レベルに達すると、他のプレイヤーから見ることのできる名声の称号が変化する。初期状態で名声経験値が0のときは称号は付いていない。名声経験値を獲得すると最初の称号「パール」を取得し、続いて「ターコイズ」「オパール」「ジェイド」…と変化していく。
- 名声レベルにもヘルが存在する。
- NPCの商店にて、名声に応じてアイテムが値引きされる。また、アイテムを売るときの価格にも影響する。
- 一部の入場制限があるマップでは、一定以上の名声が必要になる。
- ギルドを設立するとき、一定以上の名声が必要になる。また、ギルドにメンバーを加入させるとき、加入手続きを行うキャラクター（ギルドマスター、ギルドオフィサー）の名声レベルが、ギルド所属メンバー数の上限になる。

#### スキルレベル
- 初期状態はレベル1。修練により、最大レベル99まで上げることができる。ただしキャラクターレベル以上には出来ない。つまりキャラクターレベル80とするとスキルレベル80以上にならない（スキル経験値が習得できない）。
- 特定の攻撃スキル・スペルをモンスターに対し「使用する※」ことにより経験値を獲得する（※倒さなくても獲得する。また攻撃スキル以外に、一部の状態異常スキルは使用するだけで獲得する）。
- 獲得したスキル経験値は表示されないが、時々、同スキルレベルにおいて何パーセントを獲得したという目安が表示される。
- スキルレベルが上がると、スキルの命中率が上昇（MISS率が低下）し、攻撃スキルはこれに加えてスキル攻撃力・クリティカル率が上昇する。スキルレベルの55以上はヘルなので上がりにくい。
- DEX10ごとにスキル習得経験が上昇するという裏設定が存在する。

#### 善悪レベル
- レベル1からレベル99まで上げることができる。1つ上がる毎にHP/MP/SPが（職業別に差異有、善悪レベル41から上昇率も変更）上昇と信仰ポイントであるBPが10増える。
- 天上界の装備品やスキル・スペルを覚える時、二次以降のダンジョンに進入する条件にもなっている。

#### 信仰レベル
- レベル1からレベル99まで上げることができる。1つ上がる毎に信仰ポイントであるBPが40増える。
- 名声と同じく目に見える称号を会得するのに必要。

ただし名声とは違いクエストを行って得るため、その称号は個々の趣味や判断で会得しなかったり、途中の称号で止めることも可能。
（2007年5月現在）

### ステータス
ステータス（ステと略す場合もある）には、純粋にキャラクターの強さに関係する。
ステータスにはレベルアップにより上昇をプレイヤー選択ができるものと、そうでないものがある。

#### レベルアップにより、自動的に上がるもの
- HP

キャラクターの体力を指す。
修正を含まないCONの値をもとに上昇する。
0になると死亡する。
レベル20以下で、死亡すると、故郷へ強制帰還する。
レベル21以上で、死亡するとデスペナルティを受け、墓になる。墓になった場合、移動等できない。
墓は、聖職者の蘇生・蘇生アイテム・故郷への帰還・制限時間の経過（強制帰還）により解除する事ができる。
- MP

キャラクターの魔力を指す。
修正を含まないWISの値をもとに上昇する。
使用するスペルの必要MP以下になるとスペルが使用できない。
- SP

キャラクターのスキルポイントを指す。
修正を含まないCONの値をもとに上昇する。
使用するスキルの必要SP以下になるとスキルが使用できない。
- WEIGHT

アイテム所持量。レベルが上がる毎に少量増加する。
装備をつけていない状態でのSTRに比例する。

#### レベルアップにより、自分の意志で上げられるもの
- STR：　WEIGHT・直接攻撃（ダメージ）に関係する。預言者のみ物理命中率に関係する。
- CON：　HP／SPの上昇に関係し、直接攻撃の防御力、HP/SP自然回復量、状態異常の回復時間、修道士のみダメージにも関係する。
- INT：　魔法攻撃力（INT依存魔法ダメージ）や回復魔法のHP回復量に関係する。魔術師は魔法回避率、預言者は魔法命中率に関係する。
- WIS：　MPの上昇に関係し、回復魔法のSP回復量、MP自然回復量、魔法回避力にも影響する。WIS依存魔法は攻撃力が上昇する。
- DEX：　命中率（盗賊のみDEX10でHIT+1）／クリティカル率や直接攻撃回避力に関係する。盗賊のみ魔法回避率にも影響する。

#### レベルアップでは、上げられないもの
- AC（物理防御力）、MC（魔法防御力）、AAR（正面物理攻撃回避）、SAR（状態異常・魔法攻撃回避）、HIT（ヒット率）など

　ただし、職業別により獲得ステータスに反映されてACやMCが下がったりすることもある。
- 称号

特定の条件を満たすと称号を表示させる事が出来る。

### ギルドシステム

#### 概要
ギルドとは、加入手続きを行うとログアウトしても継続する、同じ目的を共有するキャラクターの集まりである。
他のMMORPGではクランなどと呼ばれているシステムが、アスガルドではギルドという名前で実装されている。

#### ギルドの特典
ギルドに加入した者はギルド員と呼ばれ、次の特典が与えられる。
- ギルド員の一覧と、現在ログインしているか否かの情報を参照できる。
- ギルド員のみ参加することのできるチャットシステム（ギルドチャット、ギルチャと略される）を利用することができる。
- ギルドは共有のギルド金庫を保有する。ギルド関連NPCを通してギルド員は誰でも金額を参照でき、グロッドを預けることができる。なお、これを引き出せるのはギルドマスターのみである。この金庫に預けられる金額は21億4千グロッドで、この金額はキャラクター個人が利用可能な銀行の最大預金額5億グロッドと比較して多いため、取引などに便利性を考え、ギルド金庫を利用する目的でギルドを設立するプレイヤーも存在する。
- （戦闘ギルドのみ）攻城戦イベントに参加して勝利すると、次の攻城戦までの間、城主ギルドとなる。城主ギルドは通常は入れない王宮の奥のマップに入り、NPCから便利なアイテムを購入することができる。また、城主ダンジョンに入ることができる。

#### ギルドの構成
- ギルドを設立したキャラクターはギルドマスターと呼ばれ、ギルドのすべての権限を持つ。ギルドマスターは、本人の手続きにより他のギルドオフィサーにマスターの地位を移譲することもできる。
- ギルドマスターは、メンバーをギルドオフィサーへと昇格させることができ、ギルドオフィサーはギルド員の加入および脱退の手続きを行う権限を持つ。
- ギルド員は特に権限は持たないが、自分の意思でギルドを脱退することは可能である。

#### ギルドの種類
3種類のギルドシステムが実装されている。種類の異なるギルドは別扱いとなるので、それぞれ加入が可能である。

##### 親睦ギルド
- 親睦を目的とするギルド。
- レベル21以上のキャラクターが加入することができる。
- 加入時、2万グロッドをギルドに支払う。このお金はギルド金庫に入る。

##### 戦闘ギルド
- キャラクター同士の戦闘（対人戦）を目的とするギルド。
- レベル51以上のキャラクターが加入することができる。
- 加入時、20万グロッドをギルドに支払う。このお金はギルド金庫に入る。
- 称号の設定を切り替えると、戦闘ギルドの名前を自キャラクターの頭上に表示させることができる。
- 同じ所属のギルド員の名前は、常に青色で表示される。
- 攻城戦イベントにギルド単位で参加することができる。
- ギルド関連NPCで使用できる外交コマンドにより、他の戦闘ギルドとの同盟設定、敵対設定、および敵対解除、他ギルドに対する無条件の侵略の実行などが可能である。侵略を除き、相手の戦闘ギルドが合意する手続きが必要である。
- 敵対設定、または侵略を行った、行われた戦闘ギルドは、お互いの戦闘ギルド員に対し、一部の町と町以外の戦闘フィールドにおいて戦闘可能状態（PK可能）になる。このとき、敵となるギルドのキャラクターの名前は、赤色で表示される。
- この侵略解除はピースジュエルというアイテムで解除ができる。ただし、正確に相手ギルドの名前を入力しなければいけないのでゲーム内の表記では読めない表示されないギルド名の場合は侵略解除が困難となる。

##### ？ギルド
- システムで一時的に使用されるギルド。キャラクターは設立できない。
- イベント「アクロネスサバイバル」や「善悪戦争」に参加すると、自動的に加入手続きが行われる。
- これらのイベントはキャラクターが2チームに分かれるため、その分かれたチーム構成員の一覧の参照や「？チャット」が利用可能になる。
- イベントが終了すると、自動的に脱退手続きが行われる。

### 守護動物システム
守護動物はアイテムとして存在し、キャラレベル21から使用することができる。
一般守護と、課金守護の２タイプ存在する。
守護動物にはレベルがあり、守護動物で敵にとどめを刺したり、クエストをこなすことにレベル経験値を得て、プレイヤーキャラ同様レベルアップする。特定レベルで４段階に進化する。
なお課金守護動物は敵にとどめをささなくても、卵から出した状態で主人が敵を倒すことで経験値を得ることができる。ただし守護動物の愛情度によって、得られる経験値は変化する。

### クエスト
クエストは条件を満たした上で、ゲーム内のNPCに話しかけると開始することができる。要グループと記載のあるものは、決められた範囲内の構成でグループ（PT）を組む必要がある。
- 初心者クエスト  ポンゼキなど
- 弟子服
- 古代人の数字クエスト
- ビーチスプリント
- サークルアップデート
- 雪だるま
- 守護動物クエスト
- デムピアス討伐（要グループ）
- ９９ボスゾーン（要グループ）
- 百鬼夜行（要グループ）
- スロッターハウス（要グループ）
- ウインターアンタゴン
- トナルの証
- フレイムウェポン
- オーラウェポン
- 氷の女王討伐（要グループ）
- 封印解除
- ウェポンアップグレード
- アドバンストフリークエスト
- レピオンハンタークエスト（要グループ）
- ヘルシオンクエスト（要ユニオン）

### イベント
- 定期イベント
  - #攻城戦
  - 百鬼夜行

毎週木曜日に行われ、その名のとおり百の鬼（モンスター）と戦う。
　　クリアすると、女性はティアラ、男性はクラウンがもらえる（ただし1週間で消滅する）。
- - アクロネスサバイバル

毎週水曜日と日曜日の18:00に開催されるGvGイベント。
当日の17:00～18:00にサラセン町北東の闘技場内のNPCに話しかけて参加できる。参加者は一旦、非戦闘エリアの待機室に集められ、時間になると対人戦闘可能なアクロネスサバイバルフィールドに飛ばされる。
赤・青の2チームに分かれてのグループ戦である。振り分けは人数が同程度になるよう自動的に行われ、どちらのチームかは自動的に着色された髪の色で区別される。そのため、このイベントは帽子（頭部アイテム）を着用して参加することができない。
戦闘開始から一定時間経つとチームの勝敗が決められ、人数の少ないほうが全員脱落する。勝ち残ったチームに所属していたキャラクターは再び待機室に飛ばされ、次の戦いに進むことができる（戦闘で死亡していた場合はこのとき復活する）。
同じチームであっても戦闘可能というルールのため、範囲攻撃を行うと味方に命中し自チームが不利になることもある。
イベント中は、蘇生スペルや蘇生アイテムは使用できない。守護動物を呼び出すことも制限されている。他のスペルやスキル、アイテムは使用可能である。
イベント中にログアウトしたり、接続が切れると脱落したことになる。待機室においても例外ではなく、サバイバルを勝ち抜くためには安定した接続環境も要求される。
チームの人数が一定数以下になるまで、待機室→GvG戦闘→待機室が繰り返される。多くが脱落し人数が減ってくると、広大なアクロネスサバイバルフィールドから、狭いアクロネスサバイバルルームに切り替わる。
チームの人数が一定数以下になると、決勝戦と判定され、このGvG戦闘の終了をもってイベント終了となる。この決勝戦に勝利したチームに所属していたキャラクターは、褒章アイテムが与えられる。
イベントが終了（または途中で脱落）すると、参加したキャラクターは故郷の町に戻される。髪の色は、このとき元の色に戻る。
上記までが旧設定
現在、毎日行われている。開催時間20:00
・日次チャンピオン戦　週間チャンピオン戦・月間チャンピオン戦がある
報酬は限定アバターや限定称号である
- - バトルマッチ

町などの非戦闘フィールドで、仲間と手軽に対人戦闘を楽しめるシステム。
主催者がマップを選択し、バトルフィールドを作成して参加者を募る。主催者はローカルルールを告知し、参加者が集まったところで開始させる。
バトルは2チームに分かれてのグループ戦で、攻城戦と同じくキャラクターの頭上に剣や盾のマークが表示され、敵・味方の区別が付いている。
バトルフィールドでは、通常狩りで使われている各種回復アイテムの多くは使用できない。そのため、バトルマッチ専用の各種回復アイテムが存在する。開始後に、フィールド内のモンスターを倒したり、光る箱（宝箱）を叩くとそれらが手に入ることがある。ここで入手したアイテムは、次回のバトルマッチに持ち越すことはできない。
- - #善悪戦争
  - ハッピータイム（通称HT）

経験値が通常よりも多く入手できる時間。12月25日現在は、全日毎時間の50～59分・経験値の上昇率が1.5倍に設定されている。
- 不定期イベント

期間限定であったり、突発的に行われたりする。
過去にあった例として、「ビーチスプリント」、「2003クリスマス」、「モンスター襲撃イベント」、「初心者応援キャンペーン」などがある。

### 攻城戦
毎週火曜日・土曜日の22:00に開催される、都市ルアスの王城を争奪するGvGイベントである。参加勢力は大きく分けて守備側と攻撃側の二つに分けられる。
攻城開始後。ギルドの加入・脱退などの全ての人事作業ガ出来ない。

#### 参加資格
現城主ギルド（守備側）、守備同盟ギルド（守備側）、および攻城戦への参加申し込みを済ませた戦闘ギルド（攻撃側）のいずれかに所属するキャラクターであること。

#### 参加方法

##### ギルド
- 現城主ギルドは城主の座である間は参加の権利を持つ。
- 城主以外の戦闘ギルドは、守備側につくか、攻撃側で参加するかの二通りの選択肢がある。城主ギルドの承認と手続きを経ると、守備側につくことができる（守備同盟ギルド）。または、独自に攻城戦への参加申し込みを行うことで攻撃側として参加することができる。

##### キャラクター
- 当日のイベント開催中に、都市ルアスの北に位置するルアス王宮マップのNPC「ビルゲン」に話しかけて、攻城戦フィールドに入ると参加することができる。
- 現城主ギルドと城主ギルドの同盟ギルドは、前もって攻城戦フィールドに入り準備を整えて開催時刻を迎える方法を採ることが多い。

#### 制限
- 守備同盟ギルドは最大で10ギルド。
- 攻撃側ギルドは最大で15ギルド。
- イベント開催時刻に攻城戦フィールドにいた攻撃側の戦闘ギルド員は、自動的にルアス王宮マップに飛ばされる。
- テレポートランダム系のスペル、アイテムは使用不可。

#### イベントの流れ

##### 参加申し込み
守備側は自動的に参加となる。
攻撃側はルアス王宮マップのNPC「ビルゲン」を通じて申し込みを行う。申し込み可能となるのは前回の攻城の終結直後からであり、原則として先着順で最大15ギルドまで決まる。ゲームサーバーによっては参加申し込みが殺到するため、数秒で参加権利（攻城戦の参加枠）が埋まることがある。参加申し込みはギルドマスターのみ行える。
ただし、イアサーバーにては機器再起動などによって参加申し込みが解除されるという不具合が長くつづいてる。

##### 準備
守備側は各ギルドの王城内の人員配置や陣形の確認、作戦立案などを行う。
サーバーによっては城主ギルドがイベント中の禁止スキルや禁止スペル、攻撃禁止エリアを設けて、そのローカルルールを告知することがある。
また、守備側は補給物資を用意することがある。

##### 攻城の開始
- 開始時刻になると、キャラクターの頭上に、剣または盾のマークが付く。守備側は盾、攻撃側は剣のマークになる。開始時刻に攻城戦フィールドに居なかったキャラクターはマークが付かない。そのため、攻撃側の戦闘ギルド員はマークが付かないことが多い。
- ログアウトして再びログインすると、城主ギルド員以外はルアス王宮マップに飛ばされる。
- 開始時刻にサーバーダウンしていた場合は、攻城戦イベントが発生しないことがある。

##### PvP仕様
イベント中、攻城戦フィールドでは次の仕様が適用される。
- 守備側のキャラクターは互いに同盟状態となり、攻撃は命中しない。
- 攻撃側のキャラクターは他のすべての戦闘ギルド員に対して敵対状態となり、守備側攻撃側問わず攻撃が命中する。自ギルドのみ味方である。例外としてグループを組むとグループ属性が優先されるため攻撃は命中しなくなる。
- 最終的に城主となれるのは1ギルドのみであるため、攻撃側は互いにライバルの状態である。攻撃側が互いを倒し合うか、それとも守備側を倒すために協調するかの判断は、ユーザーに委ねられている。
- キャラクターが倒されると、すべての補助スペル効果が消えて、離れた復帰地点へと飛ばされる。復帰地点は数箇所存在し、倒された場所によって異なる。基本的に墓になることはなく、デスペナルティを受けることもない。終結直後など、タイミングによっては墓になることがある。

##### 特殊アイテム
- 攻城戦専用のアイテム「攻城はしご」、「攻城ハンマー」などが使用可能。特に攻城ハンマーは、鈍足になるなどの欠点があるもののキャラクターの最大HPを大幅に引き上げる効果があり、内門前や王座付近などの要所で使用されている。

##### 拠点攻略
- 詳しい作戦内容は、サーバーやギルドによって異なる。
- 王城は簡単に大きく分けて「外城門マップ」「中央通路マップ」「内城門マップ」「城室内マップ」の４つに分けられる。
- 攻撃側にとって最初の目標は、外城門マップと中央通路マップの間にある遮蔽物「外門」の破壊と中央通路への進入であり、守備側がこれを迎え撃つ。ギルドによってはギルドメンバーが少ないため、外門の守備は行われないことがある。
- 攻撃側にとって次の目標は、中央通路マップの突破である。外門のような物理的な障害物は置かれていないが、守備側の反撃が予想される。バージョン2.551から、中央通路は迷路に変更された。なお、中央通路マップ以外にも内城門マップに至るまでのルートはいくつか存在する。
- 最も激戦区となるのは、次の内城門マップになることが多い。攻撃側の最大の目標は、内城門マップと城室内マップの間にある遮蔽物「内門」の破壊と城室内マップへの進入であり、これが達成されると守備側の総崩れを招くことがあるため、守備側は内門の守備を最も重視することが多い。キャラクターの火力が向上した現在はNPC内門のHPは心許なく、通常はキャラクターが内門の前面に隙間無く展開して、攻撃側キャラクターが内門に肉薄することを物理的に防ぐ「内門陣形」が作られる。内城門マップの他の場所にも人員を配置して、内門陣形への攻撃を軽減するような作戦がとられる。外門同様ギルドメンバーが少ないギルドでは吟遊詩人などによる進行妨害といった遊撃戦が行われる。
- 城室内マップには城主の証たる王座がある。この場所を守りきることが守備側の目標である。

##### 攻撃側の勝利条件
- 攻撃側ギルドのギルドマスターが、城室内マップの王座の場所で連続30秒間飛ばされずに耐えきると落城し、そのギルドが新たな城主ギルドになる。

##### 守備側の勝利条件
- イベントの開始から約1時間が経過すると、守備側の勝利となる。

##### 攻城の終結
- 攻撃側または守備側のいずれかが勝利条件を満たすとイベントが終了する。

### 善悪戦争
毎週日曜日・月曜日・水曜日・金曜日の22:00に開催される、天上界で繰り広げられる善と悪の勢力争いを模したGvGイベントである。2009年5月現在、善悪戦争イベントとして「ダンジョンスクランブル1」と「ダンジョンスクランブル2」が実装されており、ダンジョンスクランブル3以降は未実装。

#### 参加資格
善または悪のいずれかの属性を獲得したキャラクターであること。

#### 参加方法
当日の21:45～21:54に、天上の町コスモフォリア中央のNPCに話しかけて、待機室「ゴフの部屋」に入ると参加することができる。

#### 制限
- イベント開催中にゲート等で他のフィールドに退出すると、そのイベントに戻ってくることはできない（途中参加の制限）。
- 開催場所が天上界のため、地上用の回復アイテムの多く（肉、酒、リクシャ等）は使用不可。
- 天上界のNPCが販売している回復アイテムも使用不可。
- テレポートランダム系のスペル、アイテムは使用不可。

#### イベントの流れ

##### 待機室
- 参加者は、善と悪で別々に存在する待機室「ゴフの部屋」に集められる。キャラクターは自由に動けるので、他の参加者とグループ（PT）を組む、善悪戦争の作戦を伝える、回復アイテムを採取するといった準備が可能。
- ログアウトして再びログインしても、飛ばされることはない（リログ制限無し）。ただし21:55以降に待機室から別のマップに移動すると、再度入室することはできない。
- 光っているオブジェ（水晶のようなモノ）に近寄ってクリックすると、時々、善悪戦争専用の回復アイテムが採れることがある。特定のオブジェからのみ採ることができ、一箇所から最大50個採取することができる。

##### 戦争の開始
- 22:00にゴフの部屋にいたキャラクターは、ダンジョンスクランブル1に移動させられる。善はフィールドの左側、悪は右側に、やや広い範囲にランダムに飛ばされる。
- キャラクターの頭上に、剣または盾のマークが付く。善と悪にそれぞれマークが割り当てられるが、どちらに何か割り当てられるかはイベントの開催ごとに異なる。
- ログアウトして再びログインしても、飛ばされることはない（リログ制限無し）。ログインしたときイベントが終了していた場合は、コスモフォリアに飛ばされる（飛ばされないことがある不具合も確認されている）。

##### モンスターの出現
- 開始直後、善のボスモンスター一次ならば「ランセア」、二次ならば「バハムート」、悪のボスモンスター一次ならば「アンドラス」、二次ならば「サラマンダー」がキャラクターらの後方に出現する。ミルレス警備兵に扮したザコモンスターも多数出現する。
- これらのモンスターは、同属性に対してはノンアクティブで、敵属性に対しては見つけると近づき、攻撃する。NPCであるモンスターは勝手に行動するが、味方からの攻撃も命中するため、キャラクターが「釣って」移動させることもできる。
- ボスモンスターは、インビジブル（不可視）状態の敵属性キャラクターの存在を見破る能力を持ち、派手なエフェクトで強力な範囲攻撃を行う。また、ランダムに同属性のキャラクターを蘇生する特殊能力を使用する。

##### 戦争の仕組み
- 善と悪はそれぞれ味方の人数の3倍の目標キルカウントが提示される。キルカウントは0からスタートし、次に述べるケースで増減する。
- 敵属性キャラクターを1人倒すと、味方のキルカウントが1増える。
- 倒されて墓状態の味方のキャラクターを、聖職者が蘇生スペルを用いて1人蘇生すると、敵のキルカウントが1減る。
- ボスモンスターの特殊能力によって自動的に蘇生された場合は、キルカウントを減らす効果はなく、敵のキルカウントの上昇は確定する。この時、キャラクターは同フィールド上の「復帰地点」と呼ばれる場所まで飛ばされる。
- 蘇生用アイテム「コマリク」で蘇生された場合も、キルカウントを減らす効果はなく、敵のキルカウントの上昇は確定する。
- 敵のボスモンスターを倒すと、味方のキルカウントが30増える。倒されたボスモンスターは復活しないため、味方のキルカウントの上昇は確定する。
- ザコモンスターを倒したことによるキルカウントの変化は確認されていない。

##### 勝利条件
次のいずれかを満たすこと。
- 味方のキルカウントが目標キルカウントを達成する。
- 敵属性キャラクターを全滅させる。

##### 戦争の終結
- 善と悪のいずれかが勝利条件を満たすと勝敗が確定し、イベントが終了する。参加したキャラクターは天上の町コスモフォリアに飛ばされ、このとき勝敗が表示される。
- イベント終了までの所要時間はまちまちである。5分で終結することもあれば、1時間近く決着がつかないこともある。

#### 勝者の特典
善悪戦争に勝利した属性のキャラクターは、イベント終了時刻から翌日22時まで、ボーナスダンジョンに進む特典が与えられる（22時以降進入不可）。この特典は、善悪戦争への参加、不参加を問わず享受することができる。

### 都市・ダンジョン・フィールド
- 都市：ミルレス・ルアス・スオミ・サラセン・ルケシオン・イカルス・カレワラ・レビア・さくら村・エデルアンダー
- ルアス王宮：王宮フィールド
- ダンジョン：ディグバンカー・サラセンダンジョン・ルケシオンダンジョン・ギルドダンジョン・海賊要塞・不思議ダンジョン・石化ダンジョン・夢見の塔・氷の城・亜空間・モンスターキャッスル・パルセス・スカンダロン・ボーナスダンジョン・クシュロン・オフェイル・ルミナー・ゲヘナ・リヒネ・ダイモニオン・ヘルシオン・満月のさくら村
- フィールド：スオミ森・ミルレス森・ルアス森・サラセン森・ルケシオン森・イカルス周辺・カレワラ森・レビア周辺・エデルアンダートンネル
- 休憩地点：ふれあい広場・不思議ダンジョン前・ディグバンカー待機室・サラセンダンジョン待機室・海賊要塞前・アイナガーデン（氷の城5F）・コスモフォリア・コスモフォリア神殿・光の聖地・夜明けの狭間

#### 過去に存在したマップ
現在のアスガルドでは、見ることも触れることもできない。
なお、アスガルドクロニクルクエストのみ進入可能である。
- 都市：モンスターに占拠された夜のサラセン
- ダンジョン：スオミダンジョン（現在のディグバンカーに引き継がれる）・旧ディグバンカー（地殻変動により消滅）・ディグバンカー大空洞・初心者ダンジョン
- フィールド：カプリコ砦・ノカン村（地殻変動により消滅）
- 休憩地点：スオミダンジョン待機室・初心者ダンジョン待機室

### コミュニティ
他のプレイヤーと会話し触れ合う機会は、ゲームの中に形成されるコミュニティと、ゲームの外にあるコミュニティに大別される。

#### ゲーム内コミュニティ
アスガルドに標準で用意されているツールに、「チャット」「掲示板」「メモ」がある。また、課金アイテムとして「伝言板」も存在する。
全般の注意点としては、ゲーム内のツールの仕様や制限により、送信したメッセージが確実に相手に伝わっているとは限らないので、トラブルを避けるためにはこの点に注意が必要である。

##### チャット
- ゲーム内での発言（チャット）には「ノーマルチャット」「グループチャット」「親睦ギルドチャット」「戦闘ギルドチャット」「？ギルドチャット」「1：1チャット」の6種類があり、それぞれ異なる色の文章で表示される。
- ノーマルチャットは、いわゆるオープンチャットで、1画面内よりも若干広い範囲にいるキャラクター全員に声が届く。一定時間、キャラクターの吹き出しにも文章が表示される。この特性を利用して、吹き出しの中に記号を組み合わせた文字絵を作る遊びが一部のコミュニティに見られる。
- グループチャットは、パーティ（グループ）を組んでいるときに使われる、パーティメンバのみ参加できるチャットである。グループを組んでいるならば、異なるマップにいるメンバを含めて全員に届く。
- ギルドチャットは、ギルドの種類ごとに、それぞれ独立して存在する。発言はギルドに所属しているメンバのみに届く。
- 1：1チャット (Whisper) は、アスガルドでは特に「WIS」（読み方は「ウィズ」または「ウィス」等）と呼ばれ、会話相手のキャラクターIDを指定して、二人だけで会話するとき用いられる。また、会話相手のキャラクターIDは、最新のものから一定数の履歴が残る。
- なお、これらのチャット全般の制限として、オフラインの（ログインしていない）キャラクターには届かない。

##### 掲示板
- システムで用意された掲示板を利用することができる。ゲーム内で F2 キーを押すと掲示板が開くため、俗に「F2掲示板」または単に「F2」と呼ばれている。
- ゲーム運営者のみ投稿可能な「告知掲示板」と、レベル21以上のキャラクターで投稿可能な「メイン掲示板」と「売買掲示板」の3種類がある。
- メイン掲示板は雑談やパーティの募集などに、売買掲示板はアイテムの取引募集などの用途に使用されている。
- 自分の投稿した記事は、編集したり、削除したりすることができる。
- 掲示板では、投稿したキャラクターではないIDが投稿者として表示される「IDバグ」と呼ばれる現象が時々見られる。これは、掲示板システムの抱える問題点であるという指摘の声があり、また回避策としては「一旦ログアウトしてゲームを終了させてから、再度起動して投稿したいキャラクターでログインしてF2掲示板に投稿する」という手順も考え出されている。

##### メモ
- ゲーム内の簡易メール送受信システムである。
- オフラインのキャラクターにも送信することができる。この場合はメモがサーバーに保管され、次に送信相手がログインしたときメモが届けられる仕組みとなっている。

##### 伝言板
- 課金アイテムとして実装された。
- アイテムショップで購入可能な伝言板アイテムを一つ消費して、文章を入力して送信すると、同じゲーム運用サーバーにログインしているすべてのキャラクターに、発言者のキャラクターIDとメッセージが伝わる。
- 届けられたメッセージは画面上部にテロップのように流れてきて一定時間表示される。チャットと異なり、チャットログにはメッセージが残らない。

## 基本情報

### バージョン
バージョン2.860、正式公開中。2013年5月22日にバージョン2.860にアップデートした。

### アカウント体系
アイテム課金制で、月額料金無料。しかし、天上界はHP回復薬が存在しないといっても過言でないのでLV91以降は課金３０００円は必須（2006年1月18日より）

### サーバー構成

#### 概要
- 正式版クライアント用に、イア・セトア・ロオ・ハデスの四つのサーバー（ゲーム運用サーバー）が設置されている。また、これらとは別に、不定期にテストサーバーが公開されている。
- キャラクター情報は各サーバー毎に独立していて、異なるサーバのキャラクターの関連性は無い。そのため、キャラクターは他のサーバーに移動することはできない。
- （テストサーバーを除き）ゲーム仕様は、現在どのサーバーも同一である。

#### サーバー一覧
- イアサーバー ：最初に公開された。現在正式サービス中。　殆どの利用者が現在こちらに移民している。
- セトアサーバー ：二番目に公開された。現在正式サービス中。運営がいろんなことを放棄しているので開店休業状態になっている。
- ロオサーバー ：三番目に公開された。現在正式サービス中。運営がいろんなことを放棄しているので開店休業状態になっている。
- ハデスサーバー ：四番目に公開された。現在正式サービス中。オルタナティブプロジェクトに伴い設置され、一時期は他のサーバーとは異なるゲーム仕様で運用されていた歴史がある。運営がいろんなことを放棄しているので開店休業状態になっている。
- テストサーバー ：主に新しいバージョンの動作テストや、ゲーム仕様のバランス調整のために設置されている。登録キャラクターのデータは時々、予告無く初期化される。

#### 内部構成
- ゲーム運用サーバーは、内部的に、ログインサーバと第1・第2・第3サーバの構成となっている。
- イアサーバーのみ、上記に加え、第4サーバと第5サーバも存在する。

#### 休眠IDの取り扱い
キャラクターIDは自動的には削除されず、ユーザーが任意に削除することもできないが、長期間使用されていない休眠IDは、事前の告知から数週間後のメンテナンス時に削除されることがある。
- 2003年7月22日 イアサーバーのみ、レベル20以下、かつ長期間（90日以上）ログインの形跡がないキャラクターIDの消去作業が行われた。
- 2004年7月28日 全サーバー対象で、レベル20以下、かつ長期間（90日以上）ログインの形跡がないキャラクターIDの消去作業が行われた。
- 2006年10月25日 全サーバー・全レベル対象で、1年間（2005年10月25日以降）ログインの形跡がないキャラクターIDの消去作業が行われた。

### 主な出来事
- 2002年5月 クローズドβ版公開。
- 2002年10月 オープンβ版公開。
- 2003年8月 正式版公開。
- 2004年5月 オルタナティブプロジェクトにより韓国版・日本版共に、独自仕様を維持しつつ同じバージョンでの提供が可能となった。大規模な地殻変動が起き、人気の高かったノカン村等が消滅した。
- 2004年6月 誰もがプレイできる事を目的に、初心者や短時間プレーヤーに向けて、敵から得られる経験値・スキル経験値や回復周期の向上するなどの仕様変更され、格段に遊びやすくなった。また、上級者やヘビープレーヤーには、モンスターキャッスル（上級ダンジョン）が追加された。
- 2005年2月 善悪属性及び天上界（善・悪ダンジョン）が実装された。これは高LVプレイヤーが数々のクエストをこなした後、氷の女王を全職業とPTを組み討伐した後、決定する善悪属性により行くことができる場所である。
- 2005年7月 初心者チュートリアルやハッピータイムと呼ばれる経験値1.5倍の時間帯が出現し、より手軽に遊ぶことができるようになった。他に、気軽に対人戦が楽しめるバトルマッチというシステムも導入された。
- 2006年1月 アイテム課金制に移行し、月額利用料金が無料になった。また、同時期に台湾・中国版がサービスを中止し、一時的に外国人プレーヤーの参加が見られるようになったが、2006年3月のメンテで国外からのアクセスを制限することになった。
- 2006年11月 天上界の三番目のダンジョンとなる善・悪三次ダンジョンが実装された。善は懺悔の部屋、悪は監獄。モンスターのHPが非常に高く、また新たに追加された特殊攻撃を使うなど難易度の高いダンジョンである。
- 2007年4月　レピオンハンタークエストと異次元フィールド実装。さらに超高火力エクストリームウェポンを実装。
- 2008年7月　レビアに新規クエストヘルシオンダンジョンが実装。地上ダンジョンでは最も難易度が高く設定されている。最大4PT、52人参加によるパーティシステムユニオンシステムを実装。
- 2008年11月 第8の職業、預言者が実装された。また、預言者の故郷となるエデルアンダーも実装された。預言者はプレイヤーの好みにより、前衛型、後衛型の二種類に分かれ、独特のプレイスタイルで遊ぶことが可能である。
- 2009年4月　天上界最後となる四番目の善・悪ダンジョンリヒネとダイモニオンが実装された。モンスターの強さは三次ダンジョンを上回る類を見ない強さとなり、最深部にはボスも待ち受けている。
- 2009年12月　デルクレビスが実装された。これによりステータス上限が400、レベル上限が120までになる。また、スキル関係の実装も行われた。
- 2011年3月　東日本大震災の影響による計画停電のため、サービス一時停止。
- 2011年6月　天上界スキル追加を行う。
- 2012年2月　通称鏡スキルスペルと呼ばれる新規能力を追加。
- 2012年6月　アイトラボスゾーン実装　火龍につづく、地龍空龍のボス討伐が可能となる。これの実装により今まで封印状態だったアイテムの解除が可能となる。
- 2012年12月　ソウルシステムの実装　これにより職業の垣根をこえたスキルが使えるようになる。ソウルポイント回復薬はテスト鯖ではあったが、本鯖では未実装。
- 2013年12月　公式キャッシュショップの最後のメンテナンス。*2013年　外注メールサポートとオペレーター窓口に切り替えが行われる。
- 2014年9月下旬　テイルズウィーバーとのコラボが行われる。
- 2015年4月　2ヶ月後の終了予告。
- 2015年6月24日　サービス終了。12年というオンラインゲーム史上最大級の長寿であった。

### 公式サイト
- アスガルド（日本版）
- DarkAges VI : Asgard（韓国版・ゲーム開発元）